# Les Borregues
Les Borregues és una muntanya de 2.693 metres que es troba entre els municipis de Queralbs, Setcases i Vilallonga de Ter al Ripollès.
Aquest cim està inclòs al llistat dels 100 cims de la FEEC.  